# 戈里亞季諾湖
58°43′20″N 28°37′01″E / 58.7222°N 28.6169°E
戈里亞季諾湖（俄语：Горятино），是俄羅斯的湖泊，位於該國西北部，由普斯科夫州負責管轄，處於普柳薩區，面積0.03平方公里，集水區面積0.1平方公里，平均水深1.3米，最大水深3米。